# Gazette de Lausanne
La Gazette de Lausanne è stato un quotidiano svizzero in lingua francese pubblicato a Losanna. 
Il primo numero del periodico venne pubblicato il 1º febbraio 1798 utilizzando il nome Peuple Vaudois. Il suo fondatore fu il rivoluzionario Gabriel-Antoine Miéville. La denominazione "Gazette de Lausanne" venne adottata nel 1803; di stampo liberale, adottò una pubblicazione quotidiana a partire dal 1856.
La rivista venne assorbita dal Journal de Genève nel 1991, che si unì poi a Le Nouveau Quotidien nel 1998 dando vita a Le Temps

## Firme celebri
- Edouard Secretan
- Albert Bonnard
- Denis de Rougemont
- Edmond Rossier
- Georges Rigassi
- Georges Duplain
- Pierre Béguin
- Franck Jotterand
- Charles-Henri Favrod
- François Landgraf
- Frank Bridel
- Henri Roorda